# Reithrodontomys burti
Reithrodontomys burti is een zoogdier uit de familie van de Cricetidae. De wetenschappelijke naam van de soort werd voor het eerst geldig gepubliceerd door Benson in 1939. De soort is genoemd naar de Amerikaanse zoöloog William Henry Burt. De soort komt voor in noordwestelijk Mexico (Sonora en Sinaloa).